# Hieronymiten

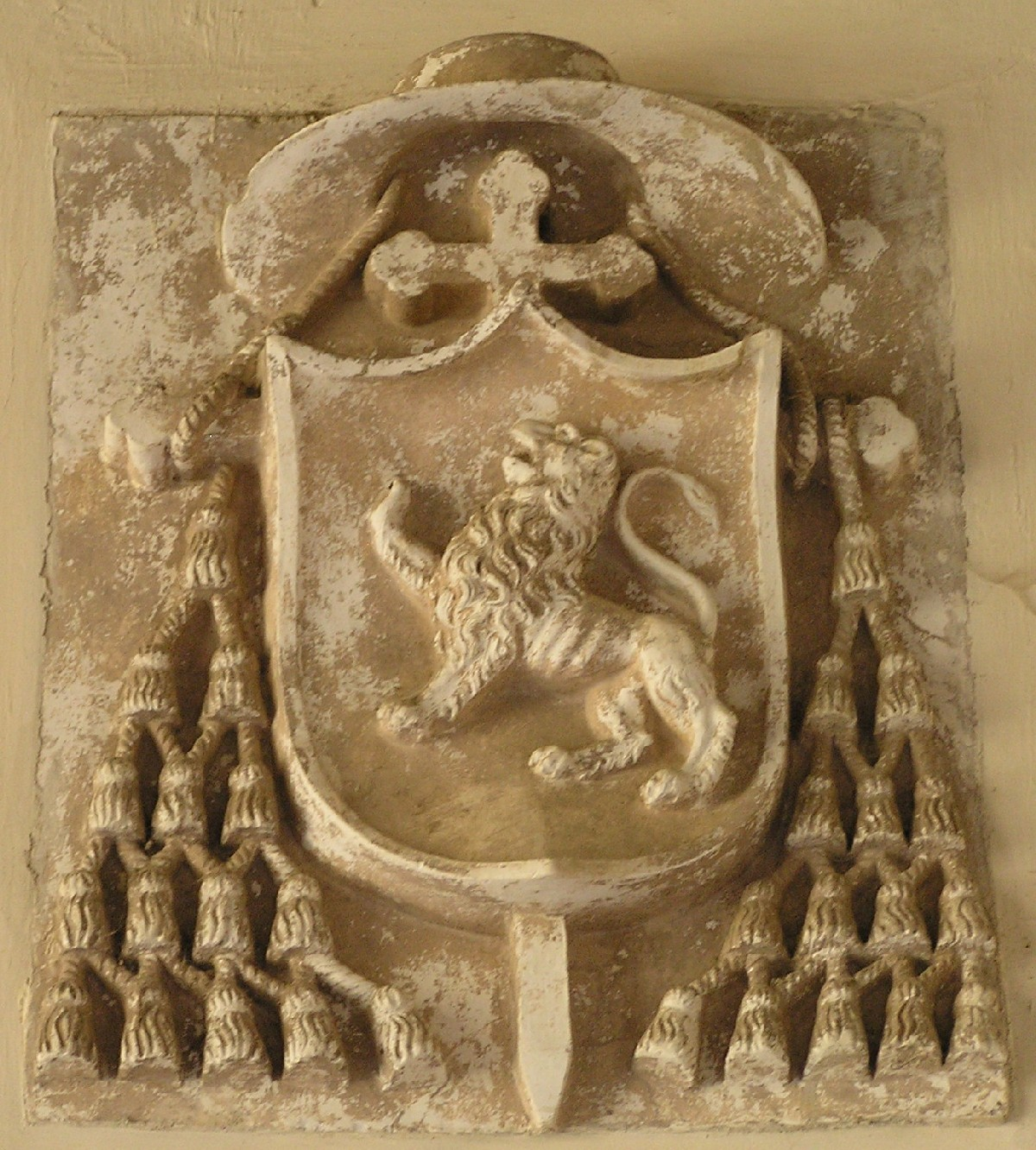
Wappen der Hieronymiten von Segovia. Der Löwe und der Kardinalshut sind Attribute des hl. Hieronymus.

Der Orden des heiligen Hieronymus (lateinisch Ordo Sancti Hieronymi, Ordenskürzel O.S.H.) ist ein römisch-katholischer Orden in Spanien. Er wurde im 14. Jahrhundert gegründet und hatte Niederlassungen auch in Portugal und Mexiko. 2016 bestanden 17 Klöster der Hieronymitinnen mit insgesamt 177 Nonnen. Im männlichen Zweig des Ordens, bei den Hieronymiten besteht hingegen seit dem Jahr 2010 nur noch ein einziges Kloster bei Segovia.

## Geschichte

### Entstehung des Ordens im Spätmittelalter

#### Die Hieronymiten

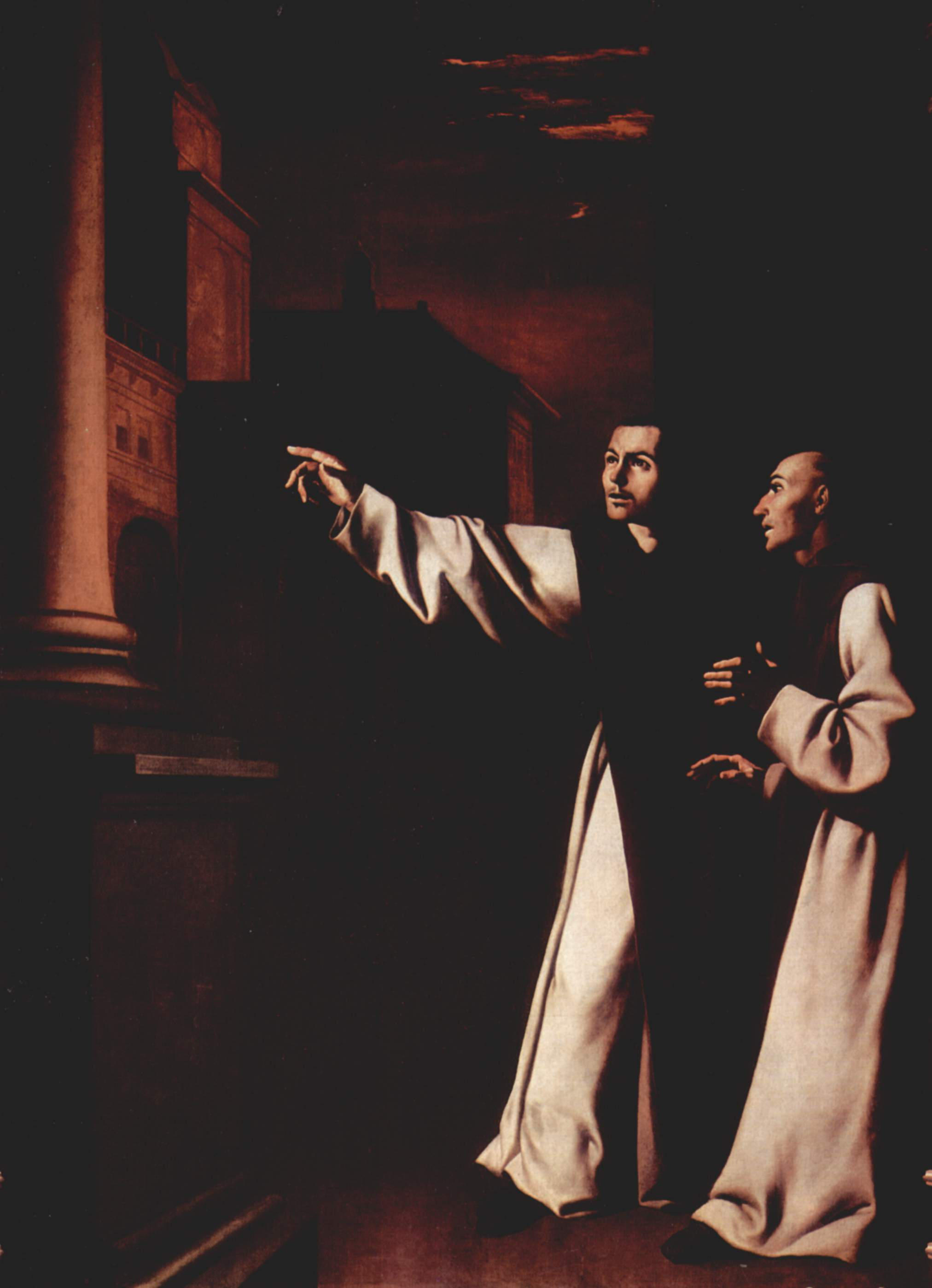
Francisco de Zurbarán: Zwei hieronymitische Mönche. Das Gemälde befindet sich im Kloster von Guadalupe.

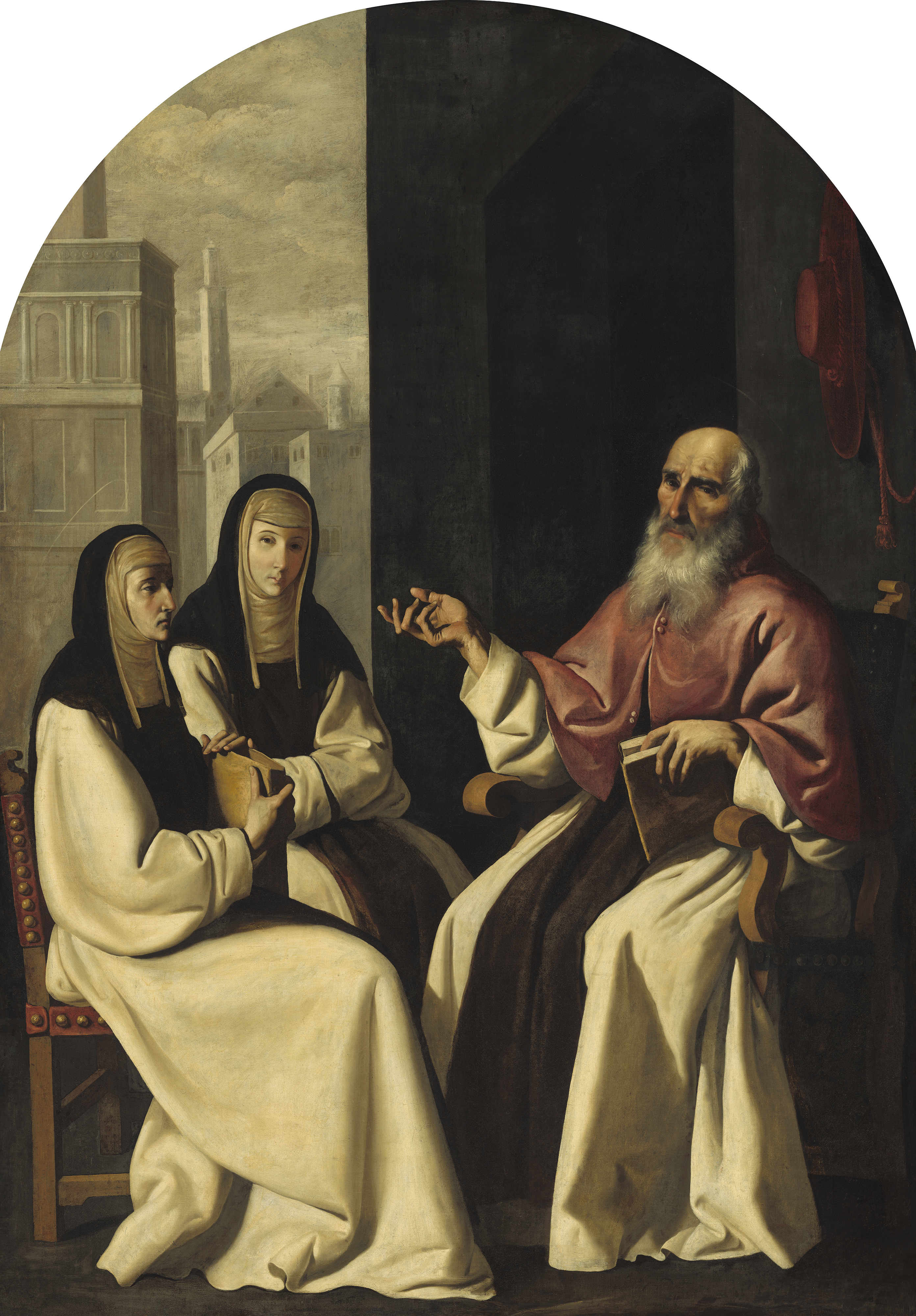
Die hll. Paula und Eustochium im Habit der Hieronymitinnen. Der sie unterrichtende hl. Hieronymus trägt unter den Insignien eines Kardinals ebenfalls den Habit des Ordens. Ölgemälde von Francisco de Zurbarán.

Mitte des 14. Jahrhunderts entstanden verschiedene Gruppen von Eremiten, die danach strebten, das Leben des heiligen Hieronymus nachzuahmen. Wichtige Persönlichkeiten dieser Gründungsphase waren Pedro Fernández Pecha (* um 1326; † 1402) und Fernando Yáñez de Figueroa (* 1345; † 1412). Am 18. Oktober 1373 erließ Papst Gregor XI. in Avignon eine Bulle, laut der diese Eremiten die Augustinusregel einzuhalten und der Spiritualität Hieronymus’ zu folgen hatten. Der neue Orden hatte seinen Hauptsitz dank Pecha im Kloster San Bartolomé in Lupiana in der Provinz Guadalajara. 1415 war der Orden auf 25 Kloster angewachsen.
Der Ordensgeneral Lope de Olmedo (1370–1433) verfasste 1423 eine Ordensregel mit Bindung an Hieronymus, die auch von Papst Martin V. bestätigt wurde; allerdings lehnte die Mehrzahl der Ordensmitglieder die Reform ab, so dass sich die Hieronymiten von der Observanz oder Hieronymiten von Isidros (nach dem Kloster San Isidoro del Campo) abspaltete. 1567 kam es jedoch wieder zu einer Vereinigung der beiden Flügel, lediglich die observanten Klöster in Italien blieben als Lombardische Hieronymiten selbständig.
Das spanische Königshaus bevorzugte den hieronymitischen Orden wegen seiner Sittenstrenge und Bußfertigkeit und bedachte viele der Gründungen reich. Darunter waren das Kloster Guadalupe in Guadalupe in der Provinz Cáceres, Fresdelval in der Provinz Burgos, das Kloster Yuste, in dessen Nähe Karl V. seinen Ruhesitz bauen ließ, Mirat in Salamanca, eines in Madrid, das zum Palast Buen Retiro gehörte, und vor allem das Kloster El Escorial, das von Philipp II. zur königlichen Grablege gewählt wurde.

#### Die Hieronymitinnen
Zur gleichen Zeit entstanden auch Gemeinschaften von Hieronymitinnen. Eine Gruppe Frauen, unter denen María García und Mayor Gómez besonders zu erwähnen sind, begannen, sich in Werken der Demut und der Nächstenliebe zu üben, bis sie sich entschlossen, sich ganz einem geistlich-kontemplativen Leben in Gebet und Buße zu widmen. Pedro Fernández Pecha gründete 1374 das Kloster von Sisla in der Nähe von Toledo. Er betreute die Nonnen und richtete ihr Leben am Vorbild des gerade gegründeten hieronymitischen Ordens aus. Die Hieronymitinnen erhielten die gleiche Regel, als Vorbild gelten die hll. Paula und Eustochium, die Schülerinnen des Kirchenvaters Hieronymus waren. Die mexikanische Dichterin Sr. Juana Inés de la Cruz gehörte dem Orden der Hieronymitinnen an.

### Ordensgeschichte in der Neuzeit
In der Frühen Neuzeit gab es Klöster der Hieronymitinnen in Spanien, in Portugal und ab 1585 im Vizekönigreich Neuspanien.

#### Die Hieronymiten in Portugal
Die Hieronymiten breiteten sich von Spanien auch nach Portugal aus. Genauso wie in Kastilien wurden sie dort vom Königshaus bevorzugt. Manuel I. vertraute ihnen das Kloster der Betlehemitischen Hieronymiten in Lissabon an, ein bauliches Meisterwerk der Manuelinik, das zur königlichen Grablege ausersehen wurde. 1833 wurde das Wirken des Ordens von der Staatsführung verboten, was seine völlige Auslöschung in Portugal bedeutete.

#### Vertreibung der Hieronymiten aus Spanien im 19. Jahrhundert
Im 19. Jahrhundert durchlebten die Hieronymiten die gleichen Schwierigkeiten wie alle anderen geistlichen Orden in Spanien. Sie mussten drei Auflassungswellen erleiden, zwischen 1808 und 1813, zwischen 1820 und 1823 und schließlich 1836 als Folge der Säkularisation, die die Enteignung aller 48 Klöster, darunter das berühmte Kloster Sant Jeroni de Cotalba im Erzbistum Valencia, und die Vertreibung von etwa 1000 Mönchen bedeutete. Da es außerhalb Spaniens keine Hieronymiten gab, hätte dies das Ende des Ordens bedeuten müssen.

#### Hieronymitinnen und Hieronymiten im 20. und im 21. Jahrhundert
Die Hieronymitinnen hingegen bestanden weiterhin. Sie bemühten sich um die Wiedererstehung des Mönchsordens. 1925 erhielten sie vom Heiligen Stuhl das Reskript zur Restaurierung des Ordens des heiligen Hieronymus. Der wieder ins Leben gerufene Orden musste verschiedene Schwierigkeiten überstehen, die laizistische Politik der Republik ab 1931, den spanischen Bürgerkrieg zwischen 1936 und 1939 sowie innere Schwierigkeiten, die seinen Fortschritt aufhielten, bis er 1969 seine Generalautorität gründen konnte. Seit 1485 wurde Kloster Santa Isabel in Palma bewohnt; im Jahr 2014 zogen die Nonnen nach Inca um.
Zu Beginn der 1990er Jahre zählte der Orden der Hieronymitinnen 20 Klöster mit etwa 280 Nonnen. Die Hieronymiten hatten damals nur zwei Mönchsklöster, nämlich in El Parral bei Segovia und in Yuste, mit insgesamt 20 Mönchen. Das Kloster in Yuste wurde im Dezember 2009 aufgegeben. 2016 lebten in El Parral, im einzig verbleibenden Hieronymitenkloster, 10 Mönche.

## Geistliches Leben

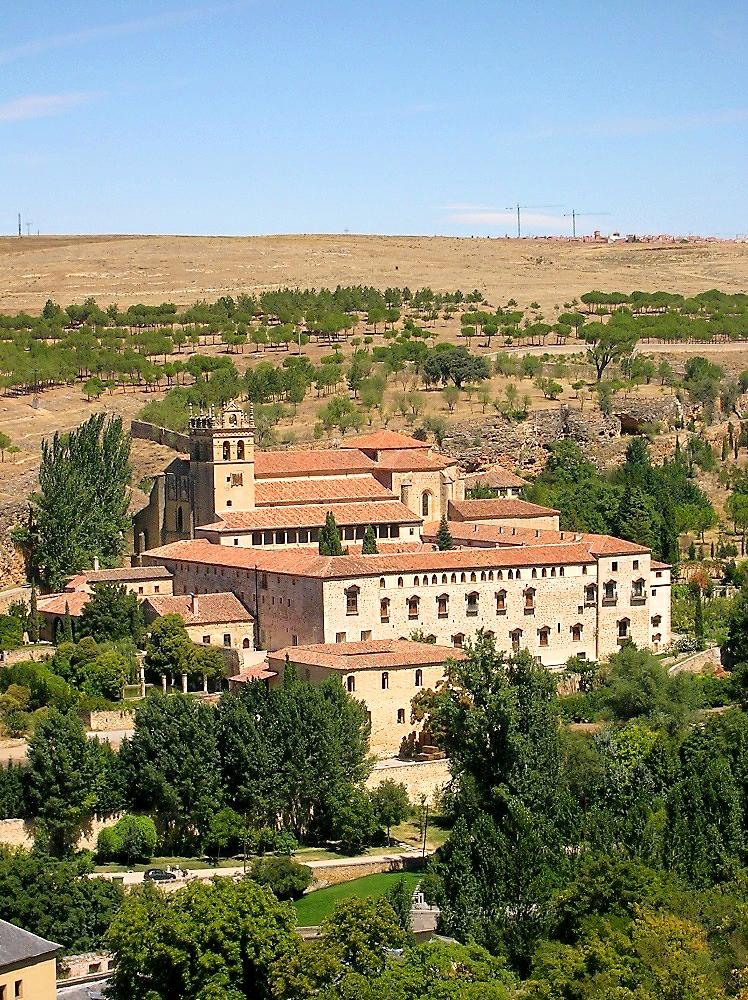
Das Kloster Unserer Lieben Frau von Parral in Segovia ist das Mutterhaus des Ordens des heiligen Hieronymus.

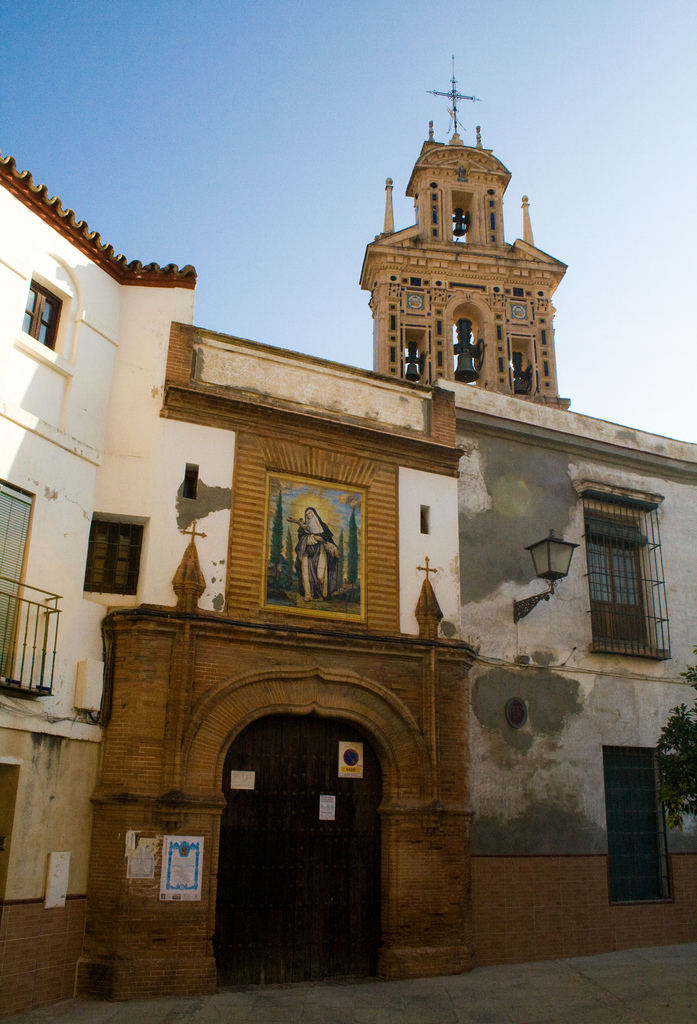
Convento de Santa Paula in Sevilla (Kloster der Hieronymitenschwestern).

Der Orden der Hieronymiten ist ein kontemplativer Orden, der sich am Leben des hl. Hieronymus orientiert, um Christus nachzufolgen. Morgens ist das Leben der Mönche der Arbeit gewidmet, nachmittags Gebet, Lektüre und Studium.
Außerdem ist der Hieronymitenorden „seit seinen Anfängen dazu bestimmt, klein, demütig, versteckt und zurückgezogen zu sein, seine Kinder auf einen schmalen Pfad zu führen, in seinen Mauern für die Gesundheit ihrer Seelen zu sorgen, indem sie sich fortwährend dem göttlichen Lob widmen, sie für die Anfechtungen entschädigend, die sie woanders treffen: betend, singend und weinend der Kirche dienen und den Zorn Gottes über die Sünden der Welt besänftigen“.

## Habit
Der Habit besteht aus einer weißen Tunika aus grobem Stoff, einer kleinen Kapuze und einem Skapulier, beide schwarz gefärbt. Die Hieronymitinnen tragen eine weiße Tunika mit braunem Skapulier und einen schwarzen Schleier.

## Bekannte Hieronymiten
- Juana Inés de la Cruz, Humanistin, Wissenschaftlerin, Theologin, Philosophin, Dichterin und Dramaturgin, Vorläuferin der Aufklärung
- Hernando de Talavera, Beichtvater Isabella der Katholischen und erster Erzbischof von Granada
- José de Sigüenza, Historiker, Theologe und Dichter
- Nicolau Borràs, valenzianischer Maler der Renaissance
- Ambrosio de Morales, Professor der Rhetorik an der Universität Alcalá, Chronist des kastilischen Königreiches
- Antonio de Villacastín, Baumeister, Baudirektor des Escorial
- Ramón Pané, erster Missionar und Ethnologe Amerikas, sein Werk Relación acerca de las antigüedades de los indios von 1498 über die Mythologie, Religion und Kultur der Taínos wird als erstes amerikanisches Buch überhaupt betrachtet
- Antonio Soler, Komponist
- Bernhard Stempfle, Theologe, Publizist, dem frühen Kreis um Adolf Hitler zugehörig